# Довгалевські
Довголевські (пол. Dołholewski) — український дворянський рід.
Один з нащадків роду, Олексій Федорович Довголевський, був наділений маєтками в Гетьманщині 1678 року.
Прізвище, цього дворянського роду, було додано Герольдією до VI частини родовідної книги Чернігівської губернії Російської імперії.

## Опис герба
У лазуровому полі — золотий лев, з червоними очима і язиком, що тримає срібний дугоподібний меч, який супроводжується срібним хрестом угорі та чотирма шестикутними зорями з кожного боку щита.
Щит увінчаний дворянськими шоломом і короною. Нашоломник: посередині діва з розпущеним волоссям, у блакитному одязі, й тримає в лівій руці павичеве перо.
Намет на щиті блакитний й оздоблений золотом і сріблом. Щитотримачі: праворуч запорізький козак, який тримає золотий спис, одягнений він у червоний кожух із блакитними шароварами, у ремені — шабля із золотим руків'ям, на голові — червона шапка; зліва — чорний орел, який повернув голову в протилежний бік, із золотими очима, дзьобом і кігтями.